# Ікея Каору
Каору Ікея  (яп. 池谷薫 Каору Ікея, 30 листопада 1943)  — японський астроном-аматор і першовідкривач комет. Всього разом з іншими японськими астрономами він відкрив 5 комет і дві позагалактичних наднових зорі.

## Життєпис
Його батько був рибалкою. І він хотів, щоб його син також займався рибальством, але хлопчик зацікавився астрономією. Читаючи бібліотечні книги з телескопобудування, він у 19 років створив свій перший телескоп. Приблизно тоді ж його батько помер, — Каору тоді працював на фабриці з виробництва піаніно. А два роки по тому, 18 вересня 1965 разом з іншим японським астрономом Секі Цутому він виявив знамениту довгоперіодичну комету C/1965 S1, що стала відомою як комета Ікея — Секі. У лютому 2002 року він також виявив короткоперіодичну комету Ікея — Муракамі.
На знак визнання його заслуг одному з астероїдів надано його ім'я — 4037 Ікея.